# Бенџамин (Тексас)
Бенџамин (енгл. Benjamin) град је у америчкој савезној држави Тексас. По попису становништва из 2010. у њему је живело 258 становника.

## Демографија
Према попису становништва из 2010. у граду је живело 258 становника, што је 6 (2,3%) становника мање него 2000. године.
| Група             | 2000.       | 2010.       |
| Белци             | 220 (83,3%) | 199 (77,1%) |
| Афроамериканци    | 8 (3,0%)    | 3 (1,2%)    |
| Азијати           | 5 (1,9%)    | 0 (0,0%)    |
| Хиспаноамериканци | 30 (11,4%)  | 54 (20,9%)  |
| Укупно            | 264         | 258         |